# Rival Consoles
Ryan Lee West, connu sous son nom de scène Rival Consoles, est un musicien britannique de musique électronique, vivant à Londres. Tous ses albums et EP ont été publiés par Erased Tapes Records .

## Biographie
West est né en 1985 à Leicester. Il apprend à jouer de la guitare dans sa jeunesse, mais passe plus tard à la production électronique, étudiant la technologie musicale à l'Université De Montfort. Il utilise d'abord le nom de scène Aparatec, sortant un EP sous ce nom en 2007. Sa première œuvre en tant que Rival Consoles est publiée plus tard en 2007 par Erased Tapes Records, qui publie tous ses albums et EP.
West a remixé des morceaux de Jon Hopkins, Vessels, Ólafur Arnalds, Nils Frahm, Max Cooper, Noisia, Sasha et Toydrum .
Le style de Rival Consoles est une combinaison d'ambient, de shoegaze, de techno minimale et de musique de film - souvent créée avec des synthés analogiques, des pédales et des processus dégradés. Pitchfork décrit le son de Rival Consoles comme "une musique électronique avant-gardiste et haut de gamme dans la veine de Jon Hopkins et Nils Frahm". 
West a également composé pour la danse contemporaine tels que Overflow d'Alexander Whitley et pour un épisode du Black Mirror de Netflix ("Striking Vipers"). 

## Discographie

### Solo

#### Albums studio
- IO (2009, Erased Tapes Records)
- Kid Velo (2011, Erased Tapes Records)
- Howl (2015, Erased Tapes Records)[5],[6]
- Night Melody (2016, Erased Tapes Records)[7] - mini-album[8]
- Persona (2018, Erased Tapes Records)[9],[10],[11]
- Articulation (2020, Erased Tapes Records)[12]
- Overflow (2021, Erased Tapes Records)
- El Caso Figo (Soundtrack from the Netflix Film) (2022, Erased Tapes Records)
- Now Is (2022, Erased Tapes Records)
- Landscape from Memory (2025, Erased Tapes Records)

#### EP
- - The Decadent (2007, Erased Tapes)
  - Vemeer EP (2007, Erased Tapes, as Aparatec)
  - Helvetica (2009, Erased Tapes)
  - Odyssey (2014, Erased Tapes)
  - Sonne (2015, Erased Tapes)
  - Odyssey/Sonne (2015, Erased Tapes)

### Avec d'autres musiciens
- 65 / Milo (2009, avec Kiasmos)

## Critique en France
- Christophe Conte, "Sur Persona, Rival Consoles ne fait qu'un avec la musique électronique", Les Inrockuptibles, 20/04/2018.
- Ghislain Chantepie, Les fractales chimériques de Rival Consoles, FIP, 3 juin 2020.